# Linia dat-das

Przebieg linii dat-das przez obszar użycia języka niemieckiego

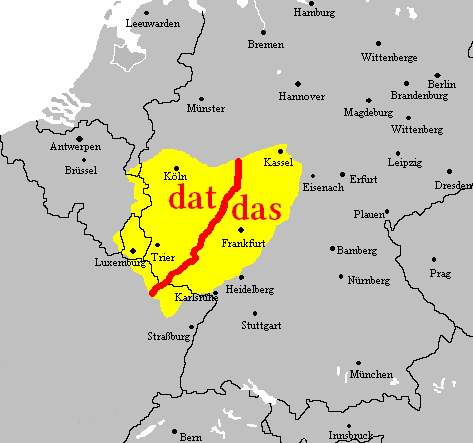
Przebieg linii dat-das przez środnioniemieckie dialekty zachodnie

Linia dat-das (z niem. 'to'), zwana także linią wat-was (z niem. 'co') lub linią Sankt-Goarer stanowi izoglosę pomiędzy dwoma wariantami mówionego języka niemieckiego, przebiegającą przez wspólny obszar języka niemieckiego. Na północ od linii w użyciu występuje słowo „dat”, na południu z kolei „das”. We wnętrzu zachodniego średnioniemieckiego obszaru językowego rozróżnienie „dat-das” stanowi jedną z większej ilości cech różnicujących dwa dialekty frankońskie: mozelsko-frankoński (dat) i reńsko-frankoński (das). Inne określenia to linia Sankt Goar oraz linia Hunsrück-Schranke.

## Przebieg
Linia dat-das biegnie od granicy niemiecko-francuskiego obszaru językowego z Francji (Lotaryngii), przechodząc następnie przez Kraj Saary. Wewnątrz Saary biegnie na północ od Saarbrücken (Völklingen) z południowego zachodu na północny wschód w pobliże rzeki Nahe w Nadrenii-Palatynacie, stamtąd przez góry Hunsrück (stąd właśnie także określenie linii Hunsrück-Schranke) i w Sankt Goar osiąga brzeg Renu (stąd również nazwa linii Sankt Goar). Od prawego brzegu Renu odbiega dalej w kierunku północno-wschodnim do granicy krajów związkowych Nadrenia-Palatynat i Hesja, przechodząc przez Limburg an der Lahn oraz Dillenburg, by połączyć się w Nadrenii-Westfalii z linią benracką (zw. także Eifel-Schranke). Izoglosa przebiega stamtąd dalej w kierunku północnym, w okolicach Frankfurtu nad Odrą osiąga brzeg Odry, stanowiącej granicę niemiecko-polskiego obszaru językowego.

## Związki historyczne
Przebieg linii Sankt-Goar można wyznaczyć na obszarze południowo-zachodnich Niemiec z dokładnością do jednej wioski. Granica pomiędzy dwoma wariantami uległa znacznym zmianom i zatarciom związanym z migracją ludności w okresie powojennym.